# Нагодув (Лодзинське воєводство)
Нагодув (пол. Nagodów) — село в Польщі, у гміні Кутно Кутновського повіту Лодзинського воєводства.
Населення — 80 осіб (2011).
У 1975-1998 роках село належало до Плоцького воєводства.

## Демографія
Демографічна структура станом на 31 березня 2011 року:
|          | Загалом | Допрацездатний вік | Працездатний вік | Постпрацездатний вік |
| -------- | ------- | ------------------ | ---------------- | -------------------- |
| Чоловіки | 42      | 3                  | 37               | 2                    |
| Жінки    | 38      | 8                  | 21               | 9                    |
| Разом    | 80      | 11                 | 58               | 11                   |